# Lantdagsordningen 1906

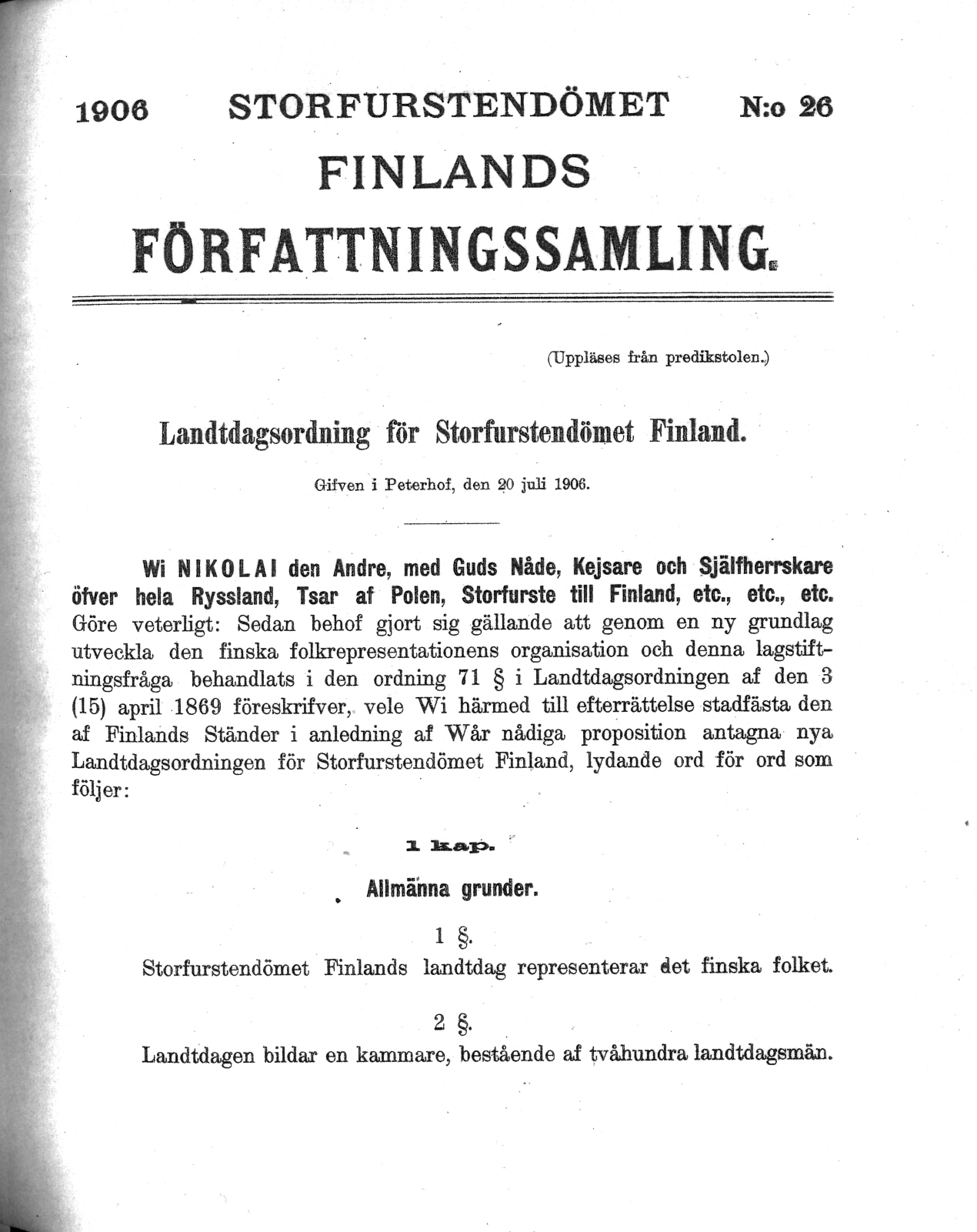
Första sidan av Lantdagsordningen i Finlands författningssamling 26/1906.

Genom lantdagsordningen 1906 (officiellt: Landtdagsordning för Storfurstendömet Finland) genomfördes representationreformen i Finland varigenom landets folkrepresentation övergick från att vara en ståndslantdag till ett enkammarparlament. Samtidigt infördes allmän och lika rösträtt; de finska kvinnorna blev bland de första i världen att få rösträtt i allmänna val. I valen som ordnades 1907 valdes 19 kvinnor och 181 män till riksdagen. Lantdagsordningen infördes efter lantdagsordningen 1869 upphävdes genom 1928 års riksdagsordning.